# Michael Berryman
Michael John Berryman (n. 4 septembrie 1948, Los Angeles, California, SUA) este un actor american. Berryman s-a născut cu displazie ectodermală hipodrotică⁠(d), o boală rară caracterizată prin absența glandelor sudoripare, a părului și a unghiilor, iar aspectul fizic neobișnuit i-a permis să interpreteze personaje în filme de groază și filme de categoria B. A devenit cunoscut datorită rolurilor din Zbor deasupra unui cuib de cuci în 1975 și Sălbatic și mortal în 1977. Pe parcursul carierei, a apărut în numeroase filme și emisiuni de televiziune, inclusiv în Star Trek și Dosarele X.

## Cariera
Berryman l-a interpretat pe Pluto în filmul Sălbatic și mortal din 1977 regizat de Wes Craven și în continuarea sa din 1985 Sălbatic și mortal II. A apărut în multe filme științifico-fantastice și fantastice precum Proiectul⁠(d) (1985), Femeia ideală⁠(d) (1985), Răspuns armat⁠(d) (1985), Evil Spirits (1990), The Guyver⁠(d) (1991) și Brutal (2007). A făcut parte din distribuția filmului dramatic Zbor deasupra unui cuib de cuci (1975), laureat al premiului Oscar. Timpul petrecut pe platourile de filmare ale Sălbatic și Mortal s-a dovedit a fi dificil pentru Berryman deoarece în timpul filmărilor care au durat 4 luni, temperaturile din deșert depășeau deseori 37 grade. Din moment ce acesta nu avea glande sudoripare din cauza afecțiunii sale, s-au luat măsuri speciale de precauție ca să nu sufere de insolație.
A apărut în Corbul (1994) în rolul lui „Skull Cowboy”, ghidul lui Eric Draven către tărâmul celor vii. Scenele cu Berryman au fost eliminate din versiunea originală a filmului, dar pot fi găsite pe unele DVD-uri.
Acesta a apărut în Star Trek și în unele episoade ale celebrului serial Dosarele X. De asemenea, este prezent în videoclipul melodiei „Smokin' in the Boys Room⁠(d)” a formației Mötley Crüe și în introducerea piesei „Home Sweet Home”. L-a interpretat pe diavol în două episoade ale serialului Highway to Heaven⁠(d): „The Devil and Jonathan Smith” (1985) și „I Was a Middle-Aged Werewolf” (1987).
Berryman atrage atenția la convențiile de gen, precum convenția Horrorfind din 2002 din Baltimore, Maryland și Festivalul de film Eerie Horror din 2007 din Erie, Pennsylvania. De asemenea, a apărut la convenția Horrorfind în 2001 și 2002 în Baltimore și Milwaukee pe 7 și 8 iunie în calitate de invitat al „Milwaukee County Massacre”. Acesta a mai apărut în cadrul convenției „Scarefest” din Lexington, Kentucky, la convenția Spooky Empire⁠(d) din Orlando, Florida în perioada 17-19 octombrie 2008 și la Crypticon 2008 în Roseville, Minnesota⁠(d) pentru „A November to Dismember” în perioada 14-16 noiembrie.
Berryman a jucat în filmul de groază anglo-canadian Below Zero⁠(d) (2012), regizat de Justin Thomas Orstensen.

## Viața personală
Berryman este un puternic susținător al protecției mediului și a locuit într-un sanctuar de lupi timp de zece ani. Este căsătorit cu Patricia Berryman. Acesta este parțial de origine germană.
Tatăl lui Berryman era un chirurg naval american și a fost trimis în zona radioactivă din Hiroshima după bombardamentele atomice.

## Premii
| An   | Rezultat    | Premiu         | Categorie                                                         |
| ---- | ----------- | -------------- | ----------------------------------------------------------------- |
| 1978 | Nominalizat | Premiul Saturn | Cel mai bun actor – Horror pentru Sălbatic și mortal              |
| 2007 | Câștigător  | EyeGore Award  | Premiul pentru întreaga carieră și contribuțiile la genul horror. |

## Filmografie
- Doc Savage: The Man of Bronze (1975)
- One Flew over the Cuckoo's Nest (1975)
- The Hills Have Eyes (1977)
- Another Man, Another Chance (1977)
- The Fifth Floor (1978)
- Co-Ed (1980)
- Deadly Blessing (1981)
- Likely Stories, Vol. 3 (1983)
- Voyage of the Rock Aliens (1984)
- Invitation to Hell (1984)
- The Hills Have Eyes Part II (1984)
- Weird Science (1985)
- Cut and Run (1985)
- My Science Project (1985)
- Armed Response (1986)
- Star Trek IV: The Voyage Home (1986)
- The Barbarians (1987)
- Off the Mark (1987)
- Kenny Rogers as The Gambler, Part III (1987)
- Saturday the 14th Strikes Back (1988)
- Star Trek: The Next Generation: "Conspiracy" (1988)
- Star Trek V: The Final Frontier (1989)
- Aftershock (1990)
- Solar Crisis (1990)
- Evil Spirits (1990) as
- Far Out Man (1990)
- The Guyver (1991)
- Wizards of the Demon Sword (1991)
- Beastmaster 2: Through the Portal of Time (1991)
- Teenage Exorcist (1991)
- The Secret of the Golden Eagle (1991)
- Tales from the Crypt: "The Reluctant Vampire" (1991)
- Little Sister (1992)
- Auntie Lee's Meat Pies (1992)
- The Crow (1994) - scene eliminate
- Double Dragon (1994)
- Spy Hard (1996)
- Mojave Moon (1996)
- Gator King (1997)
- The Independent (2000)
- Rebel Yell (2000) - necreditat
- Two Heads are Better than None (2000)
- The Devil's Rejects (2005)
- The Absence of Light (2006)
- Fallen Angels (2006)
- Penny Dreadful (2006)
- Ed Gein: The Butcher of Plainfield (2007)
- Dead Man's Hand (2007)
- Brutal (2007)
- Brother's War (2009)
- Smash Cut (2009)
- Outrage (2009)
- Necrosis (2009)
- The Tenant (2010)
- Satan Hates You (2010)
- Scooby-Doo! Curse of the Lake Monster (2010)
- Mask Maker (2010)
- Below Zero (2011)
- Beg (2011)
- The Family (2011)
- The Lords of Salem (2012)
- Self Storage (2013)
- Army of the Damned (2013)
- Apocalypse Kiss (2014)
- Erebus (2014)
- Kill or Be Killed (2015)
- Smothered (2016)
- Potent Media's Sugar Skull Girls (2016)
- The Evil Within (2017)
- Death House (2017)
- Z Nation (2017)
- ONE PLEASE (2017)
- Violent Starr (2018)
- Shed of the Dead (2019)
- Jasper (2022)
- Room 9 (în lucru)